# Bill Bellamy
Bill Bellamy (n. 7 de abril de 1965) es un actor y comediante estadounidense. Actualmente reside en Columbus, Ohio. Bellamy adquirió notoriedad a nivel nacional por primera vez en la serie de HBO "Def Comedia" con Russell Simmons, donde se le acreditó la creación o la primera pronunciación en audiencia televisiva de la frase "booty call", la cual es una llamada telefónica nocturna a una posible amante, con la intención de tener sexo.
Durante muchos años, Bellamy formó parte de los programas de MTV, como VJ y anfitrión de varios programas incluyendo MTV Jamz y MTV Beach House. Pasó a ser actor de películas, actuando en Fled, Cómo ser un jugador y Un domingo cualquiera. Apareció en dos episodios de la serie televisiva Kenan y Kel. Fue la voz de "Skeeter Excutive" y productor de la serie de televisión de Nickelodeon Primo Skeeter. 
En 2002, Bill Bellamy fue un coprotagonista en la serie de televisión de Fox Network Fastlane, junto con Peter Facinelli y Tiffani Thiessen. 
Bellamy es el anfitrión de un programa de comedia llamado Bill Bellamy's Who's Got Jokes? en TV One. Actualmente es el anfitrión de la sexta temporada de Last Comic Standing de la NBC. 
Bellamy también prestó su voz para el personaje de Marcus Hill, un personaje del videojuego NARC en el 2005.
Bellamy es primo del exjugador de la NBA, Shaquille O'Neal.
Se hace referencia a él en la canción Bed of Lies de Nicki Minaj en su álbum The Pinkprint.